# Baron Somerleyton
Baron Somerleyton, of Somerleyton in the County of Suffolk, ist ein erblicher britischer Adelstitel in der Peerage of the United Kingdom.
Familiensitz der Barone ist Somerleyton Hall bei Lowestoft in Suffolk.

## Verleihung
Der Titel wurde am 26. Juni 1916 für den liberal-unionistischen Unterhausabgeordneten und ehemaligen Paymaster General Sir Savile Crossley, 2. Baronet geschaffen. Dieser hatte bereits 1872 von seinem Vater, Francis Crossley, den fortan nachgeordneten Titel Baronet, of Belle Vue in the County of York and of Somerleyton in the County of Suffolk, geerbt, der diesem am 23. Januar 1863 in der Baronetage of the United Kingdom verliehen worden war.
Heutiger Titelinhaber ist seit 2012 dessen Urenkel Hugh Crossley als 4. Baron.

## Liste der Barone Somerleyton (1916)
- Savile Crossley, 1. Baron Somerleyton (1857–1935)
- Francis Crossley, 2. Baron Somerleyton (1889–1959)
- Savile Crossley, 3. Baron Somerleyton (1928–2012)
- Hugh Crossley, 4. Baron Somerleyton (* 1971)

Titelerbe (Heir Apparent) ist der Sohn des aktuellen Titelinhabers, Hon. John Crossley (* 2010).